# М'ясо з пробірки

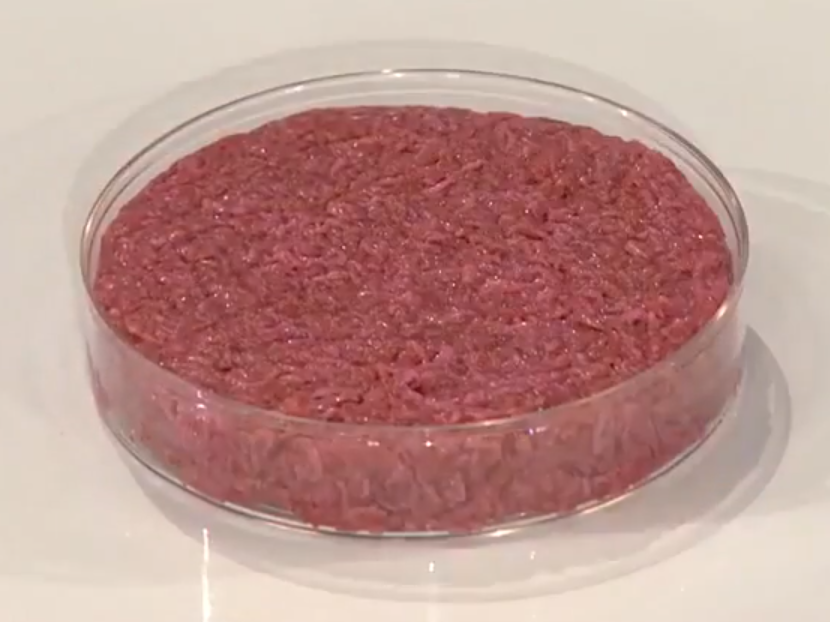
Перший гамбургер з пробірки, готовий до засмаження. 5 серпня 2013 року.

М'ясо з пробірки або культивоване м'ясо або штучне м'ясо — це м'ясо, що вирощується в лабораторних умовах у вигляді культури клітин, яке ніколи не було частиною живого тваринного організму.
М'ясо з пробірки не слід плутати з імітацією м'яса — вегетаріанським продуктом, виробленим із рослинного білка, найчастіше з соєвого, грибного або пшеничного.
Виробництво такого м'яса, окрім вирішення етичних проблем експлуатації та вбивства тварин, потенційно, може потребувати на 35% менше енергії та виробляти на 85% менше парникових газів, потребувати менше води та землі, які можуть бути використані для інших цілей. Також, потенційно, культивоване мясо може бути "натуральніше" "звичайного" м'яса, у виробництві якого все часто використовуються суперечливі добавки, такі як антибіотики.

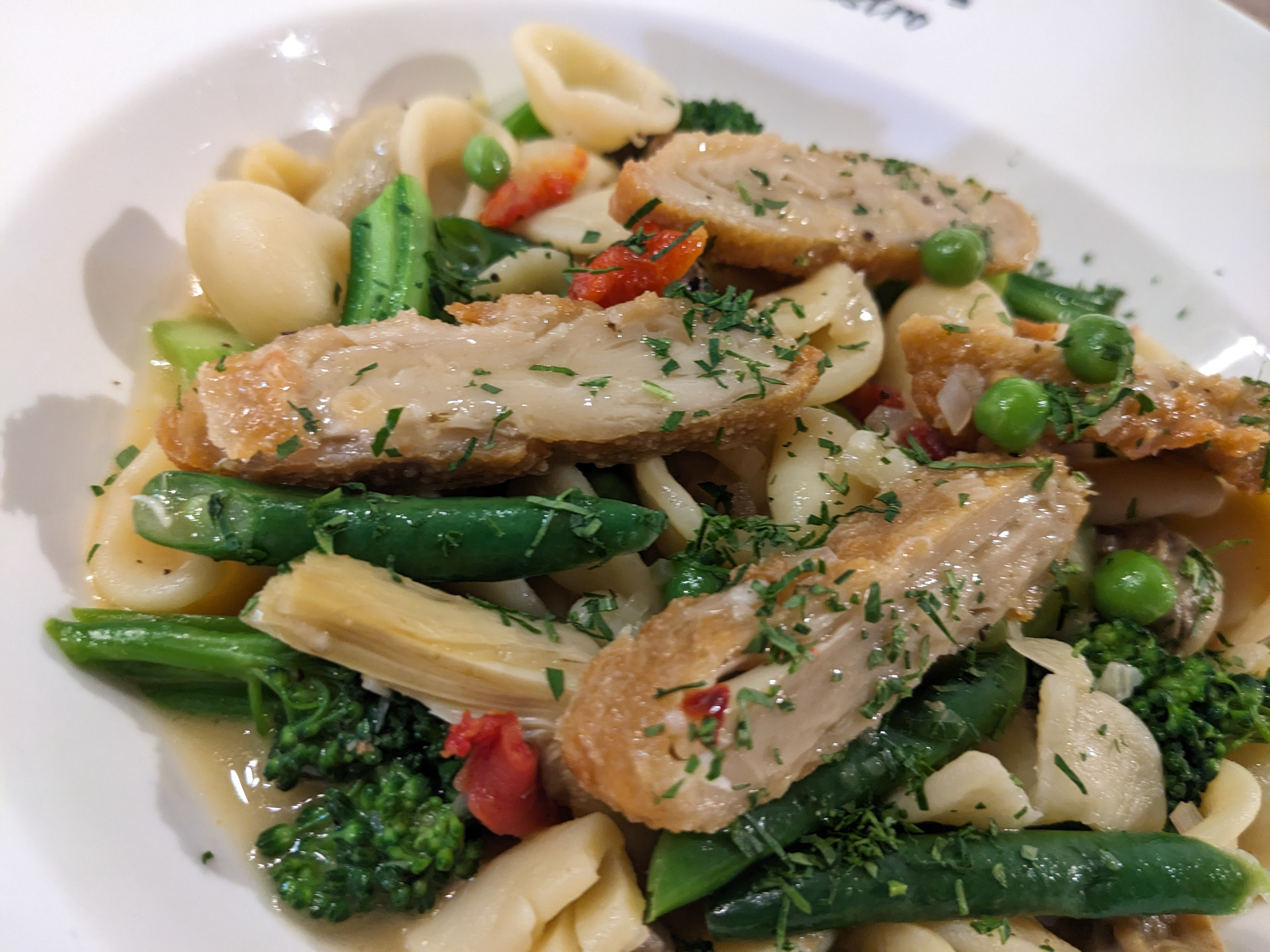
Страва з пасти з весняних овочів із чотирма смужками GOOD Meat Cultivated Chicken, вирощеного в лабораторії курячого м’яса від Eat Just. (Huber's Butchery, Сінгапур)

М’ясо переважно містить м’язову та жирову тканини, які можливо виготовити за допомогою різних стратегій тканинної інженерії, включаючи підходи монокультури та спільного культивування, в різних каркасах з рослинної сировини.

## Технологія
М'ясо — це, здебільшого, м'язи тварин. Процес виробництва культивованого м'яса "в пробірці" включає культивацію та/або 3-д друк культур м'язових та жирових клітин тварин, з контролем параметрів культури клітин, що дозволяє клітинам рости у великі шматки м'яса, схожі на біфштекс (див. також Друк органів). Отримання вихідних клітин від тварин потрібно тільки один раз, надалі вони вже не потрібні — це аналог виробництва йогуртових культур.
Загалом є два підходи для виробництва м'яса в пробірці: або шляхом формування сукупності незв'язаних м'язових клітин, або шляхом формування структурованих м'язів. Другий підхід набагато складніший, ніж перший. М'язи складаються з м'язових волокон — довгих клітин з декількома ядрами. Вони не розмножуються самі по собі, а виникають тоді, коли клітини-попередники зливаються. Клітини-попередники можуть бути ембріональними стовбуровими клітинами або клітинами-супутниками — спеціалізованими стовбуровими клітинами в м'язових тканинах. Теоретично досить просто помістити їх культуру в біореактор і потім постійно перемішувати. Однак, для зростання реальних м'язів клітини повинні рости «за місцем», що вимагає перфузії системи на кшталт кровопостачання для доставки поживних речовин і кисню близько до зростаючих клітин, а також видалення відходів. Крім того, потрібно одночасно вирощувати інші типи клітин, наприклад, адипоцити, що є хімічними посильними для надання зростаючим м'язам відомостей про їх структуру. Нарешті, м'язову тканину необхідно фізично розтягувати або «вправляти», щоб вона правильно розвивалася.
У 2001 році дерматолог Вієт Вестерхоф з Амстердамського університету, лікар Віллем ван Ейлен та бізнесмен Віллем ван Коотен оголосили, що вони подали всесвітній патент на процес виробництва м'яса в пробірці. У їхній технології, біологічна матриця колагену засівається м'язовими клітинами, які потім заливаються живильним розчином, що змушує їх розмножуватися. Ван Ейлен сказав, що він придумав ідею виробництва м'яса в пробірці досить давно, коли потрапив в японський табір для військовополонених. Вчені з Амстердаму вивчають культури біологічних середовищ, в університеті Утрехту досліджується розмноження м'язових клітин, а в університеті Ейндговена розробляються біореактори. Американець Джон Вейн також отримав патент (U.S. Patent 6,835,390) на виробництво м'яса з вирощених м'язових тканин для споживання людиною, в якому м'язи і жирові клітини вирощуються на комплексній основі, що дозволяє створювати такі продукти харчування, як яловичина, курятина та риба.
У 2021 році дослідження показало зниження споживання енергії на 35% і скорочення викидів парникових газів на 85% при виробництві м’яса з пробірки порівняно зі звичайним фермерством.
У 2023 році дослідники розробили метод створення культивованого філе риби з використанням м’язових волокон і адипоцитів великого жовтого горбаля, зібраного за допомогою 3D-друкованого гелю. Ключем до цього процесу було використання сателітних клітин риб, інгібування сигналів Tgf-β і Notch для сприяння їх диференціації, а також суміш риб’ячого желатину та альгінату натрію в поєднанні з інгібітором р53 та активатором Yap для покращення життєздатності клітин. Це дослідження було мотивоване потребою в альтернативах сталого виробництва морепродуктів, при цьому вироблене рибне філе демонструє потенціал для високоякісного виробництва м’яса в контексті екологічного стресу та надмірного вилову.

## Історія і сучасність
Сучасні дослідження з отримання м'яса в пробірці виникли з експериментів НАСА, яка намагається знайти більш досконалі способи довгострокового харчування для астронавтів у космосі. Метод був схвалений управлінням з контролю якості продуктів і ліків США (FDA) у 1995 році, і НАСА стало з 2001 року проводити експерименти з виробництва м'яса в пробірці з клітин індички. Перші їстівні форми були виготовлені прикладним біологічним дослідним консорціумом NSR/Туро у 2000 р.: вирощена з клітин золотої рибки консистенція була схожа на рибне філе.
Перший журнал, що рецензується, який опублікував статтю на тему вирощування м'яса в лабораторії, з'явився в 2005 по тематиці Створення біологічних тканин. Звичайно, основна концепція сходить до більш раннього часу. Так, Вінстон Черчилль у 1930 році сказав: «Через п'ятдесят років ми не будемо абсурдно вирощувати ціле курча, щоб їсти тільки грудки або крильця, а будемо вирощувати ці частини окремо у відповідному середовищі».
У 2008 році PETA оголосила премію в $ 1 млн тій компанії, яка до 2012 року першою принесе вирощене в лабораторії куряче м'ясо для споживачів. Голландський уряд направив 4 млн дол. США на експерименти з вирощування м'яса в пробірці. Консорціум з виробництва м'яса в пробірці — утворилася міжнародна група дослідників, зацікавлених в цій технології, яка провела в квітні 2008 року першу міжнародну конференцію з виробництва м'яса в пробірці спільно з Продовольчим науково-дослідним інститутом Норвегії для обговорення комерційних можливостей. Журнал Time оголосив, що виробництво м'яса в пробірці відноситься до числа 50 проривних ідей 2009 року. У листопаді 2009 року вчені з Нідерландів оголосили, що вони змогли виростити м'ясо в лабораторії з використанням клітин живого поросяти.

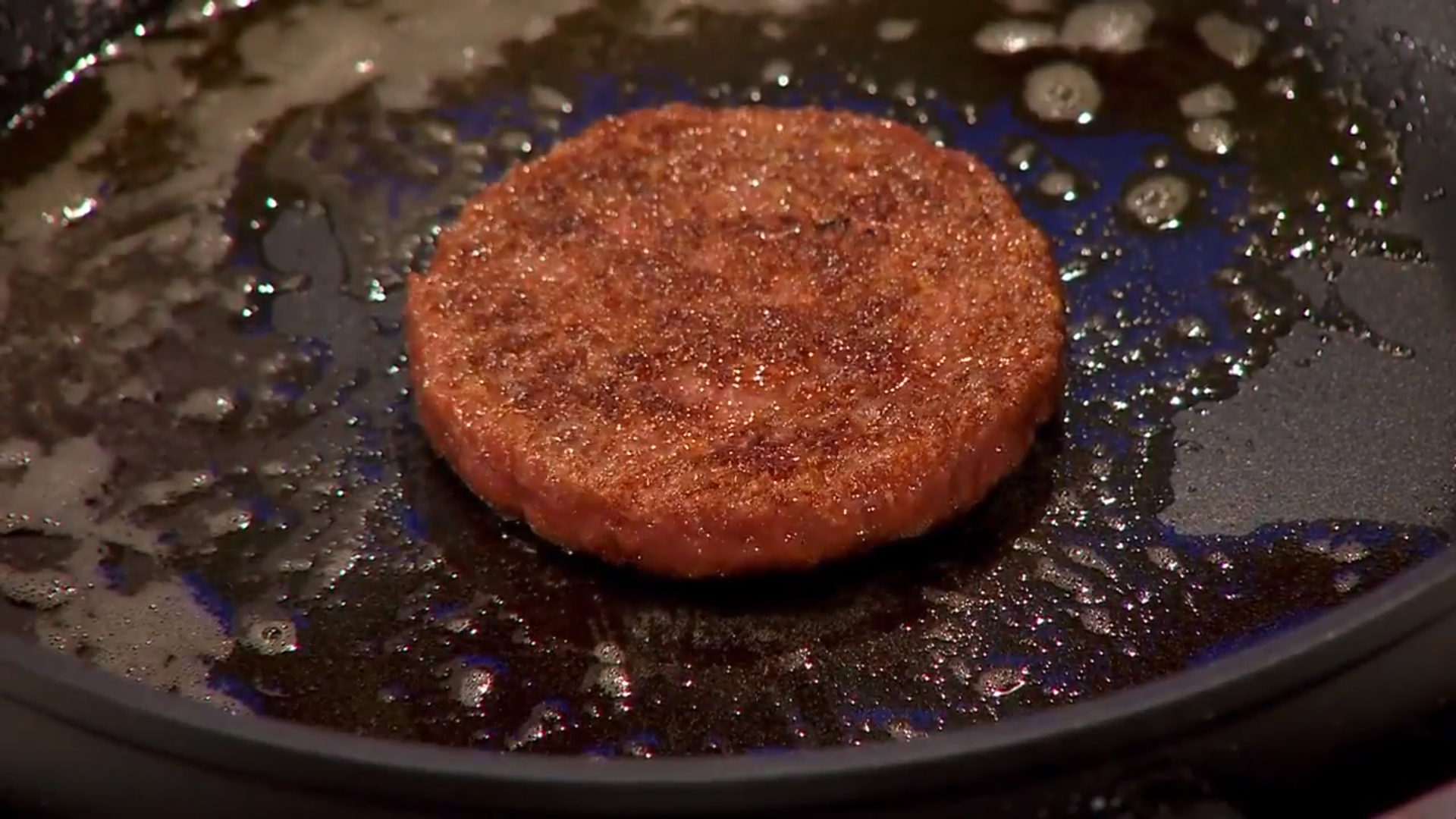
Презентація першого у світі смаженого гамбургера на прес-конференції в Лондоні 5 серпня 2013 року. М’ясний продукт з пробірки був розроблений командою вчених з Маастрихтського університету під керівництвом Марка Поста за 250 000 євро.

5 серпня 2013 року в Лондоні був представлений перший гамбургер, який містить 140 грам м'яса з пробірки, яке було створено групою професора Марка Поста з університету Маастрихта. Кухар Річард Макгоун приготував гамбургер перед телекамерами. Експерти, дієтолог Ханни Рутцер і автор досліджень про майбутнє продуктів харчування Джош Шонвальд порахували, що м'ясо занадто сухе, знежирене. На проект групи Поста співзасновник  Google  Сергій Брін пожертвував 250 000 євро (331 200 доларів США).
На 2018 рік до промислового виробництва м'яса з пробірки для суспільного споживання справа поки не дійшла, одначе декілька сучасних дослідницьких проектів експериментально намагаються вирощувати невелику кількість м'яса з пробірки. На першому етапі найімовірніше вироблятиметься м'ясний фарш, а довгостроковою метою є вирощування повноцінної м'язової тканини з пробірки. Потенційно м'язову тканину будь-якої тварини можна вирощувати в пробірці.
У червні 2019 року американський стартап Wildtype представив суші з лосося, вирощеного зі стовбурових клітин. На той час їм знадобилося 3,5 тижні, щоб створити 500г лосося, який споживали під час дегустації. Вартість виробництва одного ролу з лосося становила близько 200 доларів. Ціль компанії — знизити ціну продажу лосося з пробірки до 7-8 доларів за фунт і таким чином бути конкурентоспроможною зі справжнім вирощеним атлантичним лососем.
У грудні 2020 року в сінгапурському ресторані 1880, де продавалося м’ясо з пробірки виробництва американської фірми Eat Just, відбувся «перший у світі комерційний продаж м’яса, вирощеного на клітинах».
У 2021 році дослідження показало зниження споживання енергії на 35% і скорочення викидів парникових газів на 85% при виробництві м’яса з пробірки порівняно зі звичайним фермерством.
Управління з продовольства і медикаментів США (FDA) 16 листопада 2022 року оголосило, що вирощене в лабораторії м'ясо з клітин курчат безпечне для споживання людиною, і що воно [FDA] «не має додаткових запитань» про безпеку продукту. 21 червня США стали другою країною після Сингапуру, де було дозволено продавати штучно вирощене м'ясо.
У 2023 році Міністерство сільського господарства Сполучених Штатів (USDA) схвалило продаж м'яса курки, яке було вирощене в лабораторії за допомогою стовбурових клітин у біореакторі. Це дозволено двом компаніям: Good Meat та Upside Foods.

## Відмінності та переваги

### Етичні міркування
Ознаки свідомості були підтверджені в багатьох тварин зокрема у ссавців, птахів, молюсків, та комах.
Групи захисту тварин підтримують виробництво м'яса в пробірці, оскільки його виробництво виключає експлуатацію і вбивства тварин.

### Екологія
Для виробництва м'яса з пробірки може знадобитися менше ресурсів, і буде виділено менше парникових газів та інших відходів, ніж при виробництві звичайної м'ясної продукції. Цю умову враховують власники патенту на м'ясо з пробірки, а також журналіст Брендан Корнер.
Маргарет Меллон з Союзу стурбованих вчених, науково-обґрунтованої лобістської групи (Union of Concerned Scientists), присвяченій екологічним і соціальним питанням, має іншу точку зору, і вважає, що для промислового виробництва штучного м'яса буде потрібно набагато більше енергії і викопних видів палива, ніж при традиційному виробництві, зробивши новий метод більш руйнівним для екології.
Існує дослідження 2011 року, в якому встановлено, що за умови вирощування м'яса «в пробірці» на субстраті з ціанобактерій, в порівнянні із звичайним м'ясом потрібно приблизно на 7—45 % менше енергії, на 99 % менше землі, на 82-96 % менше води і створюється на 78-96 % менше викидів парникових газів. Розглядалося гіпотетичний процес, адже на момент дослідження не існувало технологій промислового виробництва м'яса з пробірки..

### Здоров'я
Широкомасштабне виробництво м'яса в пробірці може потребувати збільшення добавок штучних гормонів до біологічної культури. При звичайному виробництві м'яса це не є необхідним.
А що штучне м'ясо вирощуване в стерильному оточенні, відпадає необхідність антибіотиків. На сьогодні, широко розповсюджене використання антибіотиків у звичайному сільському господарстві це головний рушій стійкості до антибіотиків у людей. Згідно з ВООЗ, протимікробна стійкість представляє «небезпеку глобальному здоров'ю, яка вимагає дій від усіх частин уряду і суспільства», передбачається до 10 мільйонів смертей щорічно до 2050. Окрім антибіотиків, "звичайне" м'ясо містить гормони, стероїди, пестициди, гербіциди та інші токсини і ксенобіотики для людського організма. У 2015 році Центр безпеки харчових продуктів виявив, що тваринам, яких ми їмо, дають загалом 450 різних препаратів. М'ясо з пробірки може бути дієвим рішенням, яке допоможе пом'якшити цей потужний ризик здоров'ю людини.
Оскільки м'ясо з пробірки поки відсутнє на ринку, ризики для здоров'я ще не повністю досліджені. Це питання є одним з головних напрямків роботи вчених, що працюють над м'ясом з пробірки. Метою є виробництво більш здорового м'яса, ніж звичайне, в першу чергу за рахунок зниження вмісту жиру і за рахунок регулювання змісту поживних речовин. Наприклад, велика частина м'яса, виробленого традиційними методами, має високий вміст насичених жирів (бо тварини отримують велику кількість гормонів і кукурудзяного зерна, щоб їх жир нарощувався швидше). Це може викликати у людини підвищення рівня холестерину і інші проблеми зі здоров'ям, наприклад, хвороби серця і ожиріння.
Дослідники припускають, що омега-3 ненасичені жирні кислоти можуть бути додані в штучне м'ясо для збільшення його поживної цінності. Подібним же чином для звичайного м'яса зміст омега-3 ненасичених жирних кислот також може бути збільшено шляхом зміни складу кормів для тварин. Журнал Тайм припустив, що процес отримання м'яса в пробірці може також зменшити вплив на м'ясо бактерій і хвороб.
Управління з продовольства і медикаментів США (FDA) 16 листопада 2022 року оголосило, що вирощене в лабораторії м'ясо з клітин курчат безпечне для споживання людиною, і що вона [FDA] «не має додаткових запитань» про безпеку продукту.

### Органолептичні якості
Якщо м'ясо з пробірки буде відрізнятися від натурального за зовнішнім виглядом, смаком, запахом і текстурою або іншими факторами, воно не зможе з ним комерційно конкурувати. Відсутність жиру і кісток може теж бути недоліком, бо ці складові частини вносять суттєвий кулінарний внесок. Багато харчових продуктів, наприклад, сурімі використовуються для заміни інших компонентів (з причин від моральних до вартісних) незалежно від їх особистих якостей. Проте, відсутність кісточок може зробити багато традиційних м'ясних страв, наприклад, «буффальські крильця» більш прийнятними для маленьких дітей або для людей, які вважають, що м'яса в типових" буффальських крильцях" занадто мало.

### Економічне порівняння
М'ясо з пробірки нині[коли?] дуже дороге. У 2008 році вартість шматка вирощеної в пробірці яловичини масою 250 грамів оцінювалася приблизно в 1 мільйон доларів США, але вже тоді передбачалося, що це питання вдосконалення технологій і збільшення масштабів виробництва, так що ціна повинна з часом зменшитися і досягти рівня виробництва курятини звичайним способом. За підрахунками Vitro Meat Consortium, зробленим в 2009 році, лабораторне м'ясо може коштувати 3 500 євро за тонну, що приблизно в два рази перевищує номінальну вартість несубсидованого європейського виробництва звичайного курячого м'яса. Розробка «гамбургер без корови», представлена громадськості в 2013 році, обійшлася в 250 тисяч фунтів стерлінгів; проте в 2015 році керівник цього проекту Марк Пост стверджував в інтерв'ю австралійській радіопрограмі АМ, що протягом найближчих десяти років стане можливим випускати точно таке ж м'ясо за ціною в 80 австралійських доларів за кілограм.

## Потенційне застосування
Початкові дослідження НАСА з виробництва м'яса в пробірці призначалися для використання його в тривалих космічних польотах, де воно може бути стабільним джерелом живлення поряд з овочами, вирощеними за допомогою гідропоніки або аеропоніки. Воно може також бути корисним і при виживанні в інших екстремальних умовах, де продовольства не вистачає, наприклад в Антарктиді.

### Успішні експерименти
Стартап Just із Сан-Франциско навчився вирощувати м'ясо з клітин курячого пера. Джош Тетрік, голова компанії, наголошує — м'ясо, отримане у такий спосіб, не варто плутати з вегетаріанськими заводськими гамбургерами та іншими м'ясозамінниками, які зараз можна знайти у супермаркетах. Це справжнє м'ясо, яке має кілька назв: «синтетичне», «лабораторне» або просто «чисте».
5 серпня 2013 року в Лондоні був представлений перший гамбургер, який містить 140 грам м'яса з пробірки, яке було створено групою професора Марка Поста з університету Маастрихта. Кухар Річард Макгоун приготував гамбургер перед телекамерами. Експерти, дієтолог Ханни Рутцер і автор досліджень про майбутнє продуктів харчування Джош Шонвальд порахували, що м'ясо занадто сухе, знежирене. На проект групи Поста співзасновник  Google  Сергій Брін пожертвував 250 000 євро (331 200 доларів США).
У червні 2019 року американський стартап Wildtype представив суші з лосося, вирощеного зі стовбурових клітин. На той час їм знадобилося 3,5 тижні, щоб створити 500г лосося, який споживали під час дегустації. Вартість виробництва одного ролу з лосося становила близько 200 доларів. Ціль компанії — знизити ціну продажу лосося з пробірки до 7-8 доларів за фунт і таким чином бути конкурентоспроможною зі справжнім вирощеним атлантичним лососем.
У грудні 2020 року в сінгапурському ресторані 1880, де продавалося м’ясо з пробірки виробництва американської фірми Eat Just, відбувся «перший у світі комерційний продаж м’яса, вирощеного на клітинах».
Управління з продовольства і медикаментів США (FDA) 16 листопада 2022 року оголосило, що вирощене в лабораторії м'ясо з клітин курчат безпечне для споживання людиною, і що воно [FDA] «не має додаткових запитань» про безпеку продукту.

## Проблеми
Науковий напрямок, що займається виробництвом м'яса з пробірки, зріс з галузі біоінженерії, відомої як тканинна інженерія. Технологія розвивається одночасно разом з іншими напрямками, використовуваними в тканинній інженерії, такими як друк людських тканин та органів. Проблемами є масштаби виробництва і собівартість.
- Розмноження м'язових клітин: хоча зараз немає проблем з поділом стовбурових клітин, але для виробництва м'яса необхідно, щоб вони ділилися швидкими темпами, виробляючи незбиране м'ясо[41]. Ця вимога має деякі збіги з медичною галуззю тканинної інженерії.
- Культура біологічного середовища: проліферуючі клітини необхідні як джерело їжі для росту і розвитку. Середовище повинне являти собою збалансовану суміш інгредієнтів і факторів росту. Вчені вже визначили можливі поживні середовища для клітин індички[58], риби[59], овець[60] та свиней[61]. Залежно від мотивів дослідників, зростання середовища може мати додаткові вимоги.
- Комерційна привабливість: виробництво біологічного середовища для вирощування має бути недорогим. Рослинне середовище має бути дешевше сироватки ембріона теляти.[41]
- Екологія: виробництво біологічного середовища не повинне здійснювати негативний вплив на довкілля. Це означає, що виробництво повинно бути енергетично вигідним. Крім того, компоненти повинні створюватися за рахунок повністю поновлюваних джерел енергії. Мінерали з шахтних джерел в даному випадку небажані, так само як і синтетичні живильні речовини, створені з використанням невідновлюваних джерел енергії.
- Політичний та соціальний аспект: Технологія штучного м'яса зменшить кількість конфліктів, пов'язаних із захопленням земель, необхідних для виробництва фермерського м'яса34.
- Благополуччя тварин: біологічне середовище повинно функціонувати без участі тварин (за винятком отримання первинних стовбурових клітин).[41]
- Безалергенність: коли заводи по вирощуванню біологічного середовища стануть «більш реалістичними» і дешевими, а також знизиться ймовірність інфекційних агентів, є також імовірність того, що рослинне живильне середовище може викликати алергічні реакції у деяких споживачів.[62]
- Біореактори: поживні речовини і кисень повинні доставлятися близько до зростаючої клітини в масштабі міліметрів. У тварин ця робота виконується кровоносними судинами. Біореактор повинен відтворювати цю функцію найефективнішим чином. Традиційний підхід полягає в створенні губкоподібної матриці, яка виконує функцію перфузії, на якій клітини зможуть рости.

### Книги
- Cultured Meat to Secure Our Future: Hope for Animals, Food Security, and the Environment. Hermes Sanctorum. — Steiner Books. 2022. ISBN 1-59056-654-8.
- Advances in Cultured Meat Technology. Mark Post, Che Connon, Chris Bryant. — Burleigh Dodds Science PU. 2023. ISBN 1-80146-376-X.

### Статті
- David Shlomit; Tsukerman Anna; Safina, Dina; Maor-Shoshani Ayelet; Lavon, Neta; Levenberg Shulamit (12 червня 2023). Co-culture approaches for cultivated meat production. Nature Reviews Bioengineering (англ.). doi:10.1038/s44222-023-00077-x.
- Xu Enbo; Niu Ruihao; Lao Jihui та ін. (6 травня 2023). Tissue-like cultured fish fillets through a synthetic food pipeline. npj Science of Food (англ.) 7 (1). с. 17. doi:10.1038/s41538-023-00194-2.
- Rosenfeld Daniel L.; Tomiyama A. Janet (2023-05). Toward consumer acceptance of cultured meat. Trends in Cognitive Sciences. Cell Press. doi:10.1016/j.tics.2023.05.002.
- Alvaro, Carlo (2022-10). A virtue-ethical approach to cultured meat. Nature Food (англ.) 3 (10). doi:10.1038/s43016-022-00601-z.
- Зінчук В.В., Кугай К.Б. (2021).  М’ясо з пробірки: кінець ери тваринництва. Київський національний університет технологій та дизайну
- Post Mark J.; Levenberg Shulamit; Kaplan et al. (2020-07). Scientific, sustainability and regulatory challenges of cultured meat. Nature Food (англ.) 1 (7). с. 403–415. ISSN 2662-1355. doi:10.1038/s43016-020-0112-z.
- Zagury Yedidya; Ianovici Iris; Landau Shira et al. (8 вересня 2022). Engineered marble-like bovine fat tissue for cultured meat. Communications Biology (англ.) 5 (1). с.1–12. ISSN 2399-3642. doi:10.1038/s42003-022-03852-5.
- Domigan Laura J.; Feisst Vaughan; Ogilvie Olivia J. (2022-01). Recipes for cultured meat. Nature Food (англ.) 3 (1). с.9–10. ISSN 2662-1355. doi:10.1038/s43016-021-00437-z.
- Hong Tae Kyung; Shin Dong-Min; Choi Joonhyuk et al. (2021). Current Issues and Technical Advances in Cultured Meat Production: A Review. Food Science of Animal Resources 41 (3). с.355–372. ISSN 2636-0780. doi:10.5851/kosfa.2021.e14.
- Young, Jette Feveile; Skrivergaard Stig (2020-04). Cultured meat on a plant-based frame. Nature Food (англ.) 1 (4). с.195–195. ISSN 2662-1355. doi:10.1038/s43016-020-0053-6.
- Bryant Christopher J (1 серпня 2020). Culture, meat, and cultured meat. Journal of Animal Science (англ.) 98 (8). doi:10.1093/jas/skaa172.
- MacQueen Luke A.; Alver Charles G.; Chantre Christophe O. et al. (2019). Muscle tissue engineering in fibrous gelatin: implications for meat analogs. npj Science of Food (англ.) 3 (1). с.20. ISSN 2396-8370. doi:10.1038/s41538-019-0054-8.